# Rio Sascachevão
O Sascachevão (em inglês: Saskatchewan River) é um rio do Canadá, que tem aproximadamente 550 km de comprimento, e corta as províncias canadenses de Alberta, Sascachevão e Manitoba. Se forma em Prince Albert, no centro da província de Saskatchewan, a partir da junção dos rios Sascachevão Norte e Sascachevão Sul. Sua foz é o lago Winnipeg, em Manitoba.
O nome do rio vem da língua do povo indígena Cree, que habitava a região, e significa "rio que corre velozmente". O nome da província de Sascachevão vem do nome dado pelos nativos ao rio.